# Пасхальный дождь
«Пасхальный дождь» — рассказ Владимира Набокова, относящийся к русскому периоду его творчества. Был опубликован в 1925 году под псевдонимом В. Сирин, его текст долго считался утраченным.

## Сюжет и история текста
Главная героиня рассказа — пожилая швейцарка Жозефина Львовна, 12 лет прожившая в России и отвыкшая от родины. Накануне православной Пасхи она красит куриные яйца, чтобы подарить их семье русских эмигрантов, но её подарок остаётся непонятым. На берегу озера героиня видит умирающего лебедя, пытающегося перевалиться через борт лодки. У неё начинается воспаление лёгких, но на шестой день болезни Жозефина Львовна приходит в себя, чувствуя, что воскресла для новой жизни.
«Пасхальный дождь» был написан в начале 1924 года. Набоков использовал в работе впечатления от встречи со своей гувернанткой Сесиль Миотон, которая произошла в Лозанне в 1921 году. Рассказ увидел свет в эмигрантской газете «Русское эхо» весной 1925 года (в пасхальном номере). Текст «Пасхального дождя» долго считался утраченным, но в 1990-х годах славистка С. Польская нашла соответствующий номер «Русского эха» в одной из германских библиотек. В 2004 году рассказ был впервые опубликован в России.